# Anton Ragoza
Anton Valerjevič Ragoza (rusky Анто́н Вале́рьевич Рагоза, rumunsky Anton Valerievici Ragoza; * 6. ledna 1986 Tiraspol) je moldavský hudebník, skladatel, zakladatel a bývalý člen hudební skupiny SunStroke Project. V roce 2019 založil projekt Carnival Brain.

## Život
V roce 2005 absolvoval Podněsterský státní umělecký institut v Tiraspolu. Po ukončení studia vstoupil do Podněsterské armády, kde se seznámil se Sergejem Stepanovem. Později spolu založili hudební skupinu Sunstroke, nyní známou jako SunStroke Project. Svou první píseň napsal ve 14 letech a později napsal spoustu hudby pro skupinu „SpeX“, která se zaměřuje na trance-instrumentální hudbu.
Od roku 2021 žije v Tallinnu.
Dne 9. dubna 2021 byla oficiálně zveřejněna hymna estonského fotbalového klubu „Jõhvi FC Phoenix“, jejímž autorem je Anton Ragoza a jeho hudebníci. Skladbu provedl moldavský Zpěvák a choreograf Ray Bark (Iuri Rîbac).
V květnu 2023 se objevil v hodinovém pořadu „Base“ na estonském Radiu 4.

### SunStroke Project

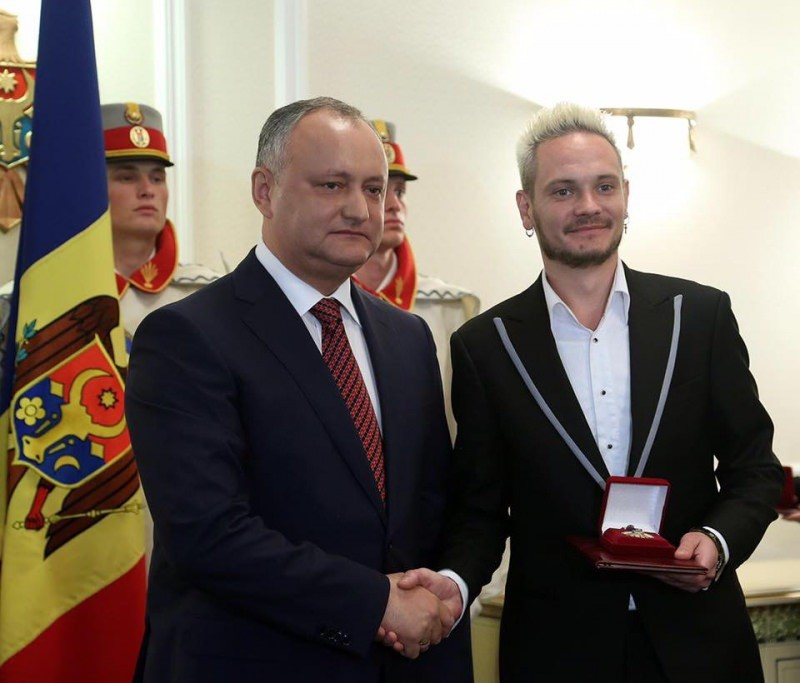
Anton Ragoza obdržel Řád cti.

Jako člen skupiny SunStroke Project se zúčastnil Eurovision Song Contest 2010 v Oslu, kde skončili na 22. místě s písní „Run Away“. Anton Ragoza je právě autorem této písně. V srpnu 2015 si otevřel vlastní hudební vydavatelství „Ragoza Music“ a stal se producentem.
V roce 2017 se SunStroke Project vrátil na Eurovizi s písní „Hey, Mamma!“ a tentokrát se umístili na třetím místě. Po návratu do Moldavska udělil skupině SunStroke Project tehdejší moldavský prezident Igor Dodon Řád cti.
V únoru 2019 skupinu opustil a začal se věnovat vlastním hudebním projektům.

### Carnival Brain
V březnu 2019 představil svůj nový společný projekt Carnival Brain s Dumitrem Golbanem. Ve stejném roce vydali remix písně „Hello“ od Mohombi.
Na konci roku 2023 vydali estonsky zpívanou skladbu „Tere Eesti“ a v září 2024 oficiální videoklip.
V moldavském filmu „The Power of Probability“ zazněla skladba „Party Don't Stop“. V roce 2024 složili hudbu k upoutávce na film „Juvenile Inspektor: The Shadow Over Jõhvi“.
Společně se zpěvákem Bacho vydali píseň „Semafoare“ a byli vybráni jako účastníci výběrového kola Eurovize 2025 v Moldavsku. Videoklip byl zveřejněn 17. ledna.

### Televize
V roce 2021 si zahrál v moldavském televizním seriálu Sprinter.

## Osobní život
Od roku 2022 je ženatý s Viktorií Ragozou. S předchozí manželkou a bývalou partnerkou má dvě dcery.

## Vyznamenání
- Řád cti (2017)[13]